# Пијемонтски језик
Пијемонтски језик (piemontèis, lenga piemontèisa, итал. piemontese) припада групи западнороманских језика и говори га око 700.000 људи, највише у италијаској регији Пијемонту и у неким деловима Лигурије и Ломбардије. Многи људи који су емигрирали од 1850. до 1950. из Пијемонта у земље попут Француске, Бразила, Сједињених Држава, Аргентине и Уругваја били су изворни говорници пијемонтског језика.